# Кайынды (Нарынская область)
Кайынды (кирг. Кайыңды) — село в Нарынском районе Нарынской области Кыргызстана. Входит в состав Ортокского айылного аймака.

## География
Село расположено в центральной части области, в высокогорной зоне, к югу от реки Нарын, на расстоянии приблизительно 26 километров (по прямой) к востоку от города Нарын, административного центра области и района. Абсолютная высота — 2322 метра над уровнем моря.

## Население
Согласно оценочным данным Национального статистического комитета Кыргызской Республики, численность населения села на начало 2023 года составляла 665 человек.
| год     | 2009 | 2014 | 2015 | 2020 | 2021 | 2023 |
| ------- | ---- | ---- | ---- | ---- | ---- | ---- |
| человек | 578  | 581  | 613  | 643  | 640  | 665  |